# AFIA
아피아 AFIA (Apnea Freediving International Association) 국제 무호흡 프리다이빙 협회
1998년 설립된 수중 다이빙 클럽을 시작으로, 2010년 한국인 최초 프리다이빙 강사이자 레저스포츠 교수인 노명호 프리다이버에 의해 AFIA가 설립되었다.
AFIA는 한국에서 최초로 프리다이빙 교육 진행, 자격증 발급, 프리다이빙 대회를 주최하였다. 2013년부터는 한국 대학 최초로 프리다이빙 전공 프로그램을 개발하여 수중레저 전문가를 육성하고 있다. 대한민국 해군에 프리다이빙 훈련을 진행하고, 대한민국 해양경비안전처에서 해양 경찰 교육을 진행 하였다.
2017년 현재 한국에서 연안사고 예방을 위한, 안전관리 요원의 자격 인정 수중 단체로 지정되어 있으며, 수중레저교육자 교육 인정 단체로 등록 되어 있다. AFIA에서 취득한 프리다이빙 자격증은 해양 수산부 인증 민간자격증으로 인정된다. 현재 AFIA 본부인 한국을 중심으로 중국, 미국, 일본, 필리핀 등에 프리다이빙 교육 프로그램을 보급하고 있다.

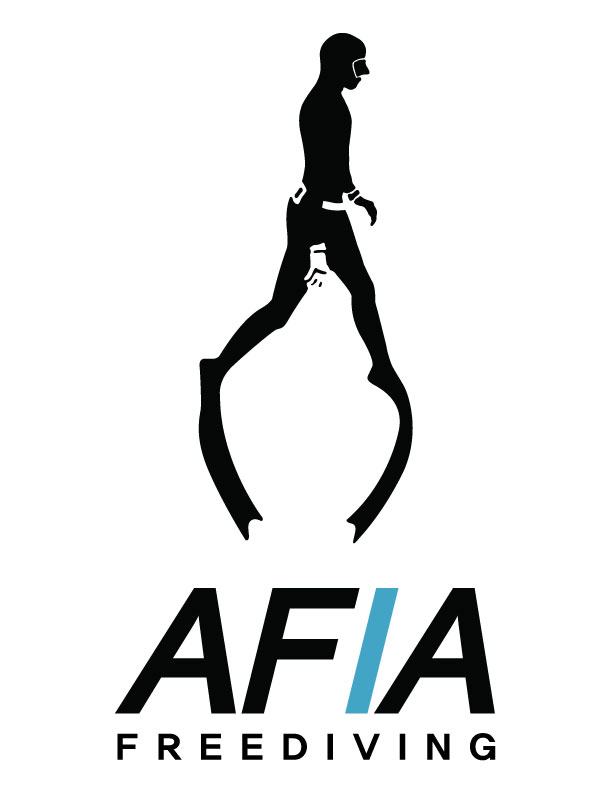
아피아 프리다이빙 협회 AFIA freediving Association

## 아피아 프리다이빙 역사
아피아(AFIA)는 1998년부터 활동한 다이빙 클럽을 모태로, 2010년 한국에서 최초로 설립된 프리다이빙협회이다.
2012년부터 다이빙 전문 잡지'해저여행'에, 프리다이빙 칼럼을 연재하고, 프리다이빙 교재 개발.
한국 최초로 프리다이빙 대회를 주최하였으며, 제주에 최초 프리다이빙 센터를 설립 해양 교육 진행.
2011년6월 AFIA는 PADI 프리다이빙 코스를 개발하여 전 세계 최초로 PADI 프리다이빙 코스를 교육하였다. AFIA는 프리다이빙 대회 육성을 위해 비영리 협회 설립을 추진하여 2012년 대한프리다이빙협회가 설립되었다. AFIA는 대한프리다이빙협회에 시설, 인력등 인프라를 지원하였으며, 대한프리다이빙협회는 2013년 아시아에서는 2번째 나라로 아이다 멤버 자격을 얻고 아이다 국제 대회에서 한국 국적으로 선수 등록이 가능하게 되었다.
2012년 SSI 코리아와 협력하여 한국에서 SSI 프리다이빙 강사 후보생 사전 교육을 진행하였으며, 한국에서 진행한 최초 SSI 강사 코스에 스탭 강사를 지원하였다.
AFIA는 2013년 수원여자 대학교와 함께 세계 최초로 대학 정규 프리다이빙 수업을 개설하여 현재까지 운영하고 있다. 2016년 PADI 역사상 최초의 프리다이빙 대회 주최를 한국 제주에서 AFIA와 PADI의 주최로 개최되었다.
AFIA는 대한민국 해군, 해양경찰, 소방관 교육을 주관하였고, 제주 한수풀 해녀학교 교육, 경기도 청소년을 위한 레포츠 진로 교육등의 대외 활동을 통해 프리다이빙을 보급하였다.
2022년 국내에서는 유일하게 자체 공인 기록 시스템을 구축, 공인 기록을 인증 관리하고 있다.
2022년2월 세계 최초로, 강원도 영월에서 어름 밑 아래를 통과하는 ICE Freediving 잠영 대회를 주최하였다. 2023년1월도 2회 ICE freediving 대회가 주최 되었으며, 현재 어름 밑 잠영 공인 기록은 거리 60m이다. 모든 기록은 AFIA 공인 기록 웹사이트에서 확인할 수 있다.
초기 시설과 장비 인프라가 갖추어지지 않은 시점에서, 한국 최초로 프리다이빙 부이 안전장비를 개발 보급하였으며, 프리다이빙 안전 장비 개발 사업을 진행하고 있다.